# Československá hokejová reprezentace v sezóně 1947/1948
Československá hokejová reprezentace v sezóně 1947/1948 sehrála celkem 16 zápasů.

## Přehled mezistátních zápasů
| Pořadí | Datum              | Soupeř         | Výsledek              | Soutěž                      | Místo utkání |
| ------ | ------------------ | -------------- | --------------------- | --------------------------- | ------------ |
| 167.   | 14. listopadu 1947 | Švédsko        | 4:1 (2:0, 2:1, 0:0)   | Turnaj tří národů 1946/1947 | Praha        |
| 168.   | 15. listopadu 1947 | Švédsko        | 4:0 (0:0, 0:0, 4:0)   | Turnaj tří národů 1946/1947 | Praha        |
| 169.   | 18. ledna 1948     | USA            | 6:5 (2:1, 2:1, 2:3)   | přátelsky                   | Praha        |
| 170.   | 30. ledna 1948     | Itálie         | 22:3 (6:0, 10:1, 6:2) | Zimní olympijské hry 1948   | Svatý Mořic  |
| 171.   | 31. ledna 1948     | Švédsko        | 6:3 (3:2, 3:1, 0:0)   | Zimní olympijské hry 1948   | Svatý Mořic  |
| 172.   | 1. února 1948      | Polsko         | 13:1 (2:0, 5:1, 6:0)  | Zimní olympijské hry 1948   | Svatý Mořic  |
| 173.   | 2. února 1948      | Velká Británie | 11:4 (4:1, 6:1, 1:2)  | Zimní olympijské hry 1948   | Svatý Mořic  |
| 174.   | 4. února 1948      | Rakousko       | 17:3 (4:0, 5:1, 8:2)  | Zimní olympijské hry 1948   | Svatý Mořic  |
| 175.   | 6. února 1948      | Kanada         | 0:0                   | Zimní olympijské hry 1948   | Svatý Mořic  |
| 176.   | 7. února 1948      | Švýcarsko      | 7:1 (1:0, 2:1, 4:0)   | Zimní olympijské hry 1948   | Svatý Mořic  |
| 177.   | 8. února 1948      | USA            | 4:3 (3:1, 1:2, 0:0)   | Zimní olympijské hry 1948   | Svatý Mořic  |
| 178.   | 17. února 1948     | Kanada         | 2:5 (0:3, 0:0, 2:2)   | přátelsky                   | Praha        |

## Bilance sezóny 1947/48
| Soupeř         | Zápasy | Výhry | Remízy | Prohry | Skóre |
| -------------- | ------ | ----- | ------ | ------ | ----- |
| Itálie         | 1      | 1     | 0      | 0      | 22:3  |
| Kanada         | 2      | 0     | 1      | 1      | 2:5   |
| Polsko         | 1      | 1     | 0      | 0      | 13:1  |
| Rakousko       | 1      | 1     | 0      | 0      | 17:3  |
| Švédsko        | 3      | 3     | 0      | 0      | 14:4  |
| Švýcarsko      | 1      | 1     | 0      | 0      | 7:1   |
| USA            | 2      | 2     | 0      | 0      | 10:8  |
| Velká Británie | 1      | 1     | 0      | 0      | 11:4  |
| Celkem         | 12     | 10    | 1      | 1      | 96:29 |

## Další zápas reprezentace
| Datum          | Soupeř               | Výsledek            | Soutěž    | Místo utkání |
| 10. ledna 1948 | Harringay Greyhounds | 3:6 (1:2, 0:0, 2:4) | přátelsky | Praha        |
| 21. ledna 1948 | USA                  | 4:1 (1:0, 0:1, 3:0) | přátelsky | Brno         |
| 19. února 1948 | Kanada               | 3:3 (2:1, 1:1, 0:1) | přátelsky | Praha        |

## Přátelské mezistátní zápasy
Československo –  USA 6:5 (2:1, 2:1, 2:3)
18. ledna 1948 – Praha

Branky Československa: 7. Vladimír Zábrodský, 13. Jaroslav Drobný, 31. Vladimír Zábrodský, 38. Vladimír Zábrodský, 47. Stanislav Konopásek, 48. Vladimír Zábrodský.

Branky USA: 11. Jack Riley, 39. Bruce Mather, 41. Bruce Cunliffe, 46. Donald Geary, 57. Allan Opsahl.

Rozhodčí: Vojtěch Okoličány (TCH), Jan Krásl (TCH)

Vyloučení: 0:0
ČSR: Zdeněk Jarkovský – Miroslav Sláma, Miloslav Pokorný, Oldřich Zábrodský, Přemysl Hainý, Vilibald Šťovík – Ladislav Troják, Vladimír Zábrodský, Stanislav Konopásek – Vladimír Kobranov, Jaroslav Drobný, Karel Stibor.
USA: Goodwin Harding – Stanton Priddy, John Kirrane, Allan Opsahl, Donald Geary – Bruce Cunliffe, Bruce Mather, Ralph Warburton – Robert Baker, Robert Boeser, Jack Riley jr. – John Garrity, Ruben Bjorkman, Fred Pearson.
 Československo –  Kanada 2:5 (0:3, 0:0, 2:2)
17. února 1948 – Praha

Branky Československa: 42. Ladislav Troják, 49. Vladimír Zábrodský.

Branky Kanady: 1. Frank Boucher, 5. Ted Hibberd, 17. Frank Boucher, Orval Gravelle, Patsy Guzzo.

Rozhodčí: Gustav Josek (TCH), Louis Lecompte (CAN)

Vyloučení: 4:3 (využití 0:0)
ČSR: Bohumil Modrý – Zdeněk Švarc, Oldřich Zábrodský, Vilibald Šťovík, Milan Matouš – Ladislav Troják, Vladimír Zábrodský, Stanislav Konopásek – Václav Roziňák, Vladimír Bouzek, Karel Stibor
Kanada: Murray Dowey – Andre Laperriere, Frank Dunster, Roy Forbes – Ab Renaud, Frank Boucher, Reg Schroeter – Ted Hibberd, Pete Leichnitz, Patsy Guzzo – Orval Gravelle, Irving Taylor, Andy Gilpin (Hubert Brooks).

## Další zápasy reprezentace
Československo –  Harringay Greyhounds 3:6 (1:2, 0:0, 2:4)
10. ledna 1948 – Praha

Branky Československa: 1:0 1. Stanislav Konopásek, 2:2 41. Augustin Bubník, 3:3 46. Ladislav Troják.

Branky Harringay Greyhounds: 1:1 4. Edgar Blondin, 1:2 4. Bob Dennison, 2:3 46. Jack Brunning, 3:4 52. Lorne Freemark, 3:5 53. Ross Planche, 58. 3:6 Ross Planche. 

Rozhodčí: Ženíšek (TCH), Petráň (TCH)

Vyloučení: Edgar Blondin na 5 minut.
ČSR: Zdeněk Jarkovský - Josef Trousílek, Vilibald Šťovík, Přemysl Hainý, Miloslav Pokorný - Ladislav Troják, Stanislav Konopásek, Augustin Bubník - Vladimír Kobranov, Jaroslav Drobný, Karel Stibor. 
Harringay Greyhounds: Roy Scurrah - Ray Dinardo, Jack Brunning, Ted Hallam - Freddie Dunkleman, Bob Dennison, Ross Planche - Clair Gratton, Edgar Blondin, Lorne Freemark - Doug Young.
 Československo –  USA 4:1 (1:0, 0:1, 3:0)
21. ledna 1948 – Brno

Branky Československa: 16. Josef Hrubeš, 48. Josef Hrubeš, 49. Čeněk Pícha, 52. František Mizera.

Branka USA: 32. Bruce Cunliffe.

Rozhodčí: Josef Fleischlinger (TCH), Boda (TCH)
ČSR: Bohumil Modrý - Josef Trousílek, Vilibald Šťovík, Zdeněk Švarc, Václav Prchal - Josef Hrubeš, Vladimír Bouzek, Augustin Bubník - Jiří Hanzl, František Mizera, Čeněk Pícha.
USA: Goodwin Harding - Stanton Priddy, John Kirrane, Allan Opsahl, Donald Geary - Bruce Cunliffe, Bruce Mather, Ralph Warburton - Jack Riley, Robert Boeser, Robert Baker - John Garrity, Ruben Bjorkman, Fred Pearson,
 Československo –  Kanada	3:3 (2:1, 1:1, 0:1)
19. února 1948 – Praha

Branky Československa: 5. Vladimír Zábrodský, 17. Mike Buckna, 28. Vladimír Zábrodský.

Branky Kanady: 9. Reg Schroeter, 37. Reg Schroeter, 51. Ab Renaud.

Rozhodčí: Louis Lecompte (CAN), Jan Krasl (TCH)
ČSR: Bohumil Modrý – Mike Buckna, Oldřich Zábrodský, Zdeněk Švarc, Vilibald Šťovík - Vladimír Kobranov, Vladimír Zábrodský, Augustin Bubník - Václav Roziňák, Vladimír Bouzek, Karel Stibor.
Kanada: Murray Dowey – Andre Laperriere, Frank Dunster, Roy Forbes – Ab Renaud, Frank Boucher, Reg Schroeter – Ted Hibberd, Pete Leichnitz, Patsy Guzzo – Orval Gravelle, Irving Taylor, Andy Gilpin.